# SIAS (azienda)
SIAS S.p.A., acronimo di Società Iniziative Autostradali e Servizi, è stata una società che operava nel settore delle concessioni autostradali, core business delle proprie attività, e nei settori dell'information technology applicata, in particolare, alla mobilità nei trasporti e della manutenzione dell'infrastruttura autostradale.
SIAS era controllata da ASTM, a sua volta sottoposta all'attività di direzione e coordinamento di Argo Finanziaria S.p.A. (Gruppo Gavio) che rappresenta il quarto operatore autostradale al mondo con un totale di 3.320 km di rete in concessione, di cui 1.460 in Italia e 1.860 dell'EcoRodovias in Brasile (tramite la controllata IGLI S.p.A.).
La società è stata quotata presso la Borsa valori di Milano nell'indice FTSE Italia Mid Cap fino al 30 dicembre 2019.

## Storia
SIAS Spa nasce nel febbraio 2002 a seguito della scissione di attività della capogruppo ASTM Spa (all'epoca denominata S.A. Autostrada Torino-Milano).
Nella nuova società erano inizialmente confluite tutte le partecipazioni detenute da ASTM Spa in società concessionarie localizzate principalmente lungo il corridoio tirrenico.
Nel corso del 2007, si è conclusa la prima fase della riorganizzazione societaria dei Gruppi ASTM e SIAS, che ha condotto alla concentrazione – nel Gruppo SIAS – di tutte le partecipazioni detenute nel settore delle concessionarie autostradali.
Il 31 dicembre 2019 è stata incorporata per fusione dalla controllata ASTM Spa con un concambio di 0,55 azioni ASTM per ogni azione SIAS.

## Dati economici e finanziari
Nel 2015 i ricavi totali di SIAS sono stati pari a circa 1,1 miliardi di euro. Nel corso del 2015 sono stati investiti sulle infrastrutture stradali 209 milioni di euro.